# Symplecta (Psiloconopa) propensa
Symplecta (Psiloconopa) propensa is een tweevleugelige uit de familie steltmuggen (Limoniidae). De soort komt voor in het Palearctisch gebied.